# Provincia de Tiznit
La provincia de Tiznit es una provincia de Marruecos de la región de Sus-Masa. 

## Geografía
El territorio de Tiznit forma parte de la vertiente occidental de la cordillera del Anti-Atlas al sur de Marruecos. Es destino turístico importante, destacando: Tafraout, Mirleft, Aglou, Ahl al maader, Tafraout, Agni izimmer...

## Historia
Tiznit fue cuna de la dinastía de los almorávides a partir de la madrasa El Ouaggaguia en Aglou.
La historia de la región de Tiznit está también ligada a la importancia que le dieron los sultanes alauitas. Tras la conquista del lugar por el sultán Hasán I, en 1881, este visitó la ciudad en dos ocasiones, una en 1882 y la otra en 1886. Las murallas de la ciudad son obra suya.
En 2009 se produjo la segregación de la provincia de Sidi Ifni.

## Turismo
Aglou es el puerto marítimo de Tiznit. Reputado por sus playas, la localidad permite a los habitantes de Tiznit escapar a la playa para huir a la calor agobiante del desierto. Situada a 14 km de Tiznit, es lugar de diversión durante el verano y los fines de semanas. Gracias a ello ha conocido un desarrollo muy importante los últimos años.
Uno de los principales recursos de la zona en cuanto a atractivo turístico es el Parque nacional de Sus-Masa, en el que se encuentran paisajes notables y la última población viable del ibis eremita, especie en peligro crítico de desaparición. Diversas iniciativas de ecoturismo se han realizado en particular en la desembocadura del río Massa donde es posible realizar rutas acompañadas de guías locales con la observación de aves acuáticas y los paseos a lomos de asno como atractivos añadidos a la riqueza cultural del área.